# Lésigny (Vienne)
Lésigny – miejscowość i gmina we Francji, w regionie Nowa Akwitania, w departamencie Vienne.
Według danych na rok 1990 gminę zamieszkiwało 516 osób, a gęstość zaludnienia wynosiła 39 osób/km² (wśród 1467 gmin regionu Poitou-Charentes Lésigny plasuje się na 543. miejscu pod względem liczby ludności, natomiast pod względem powierzchni na miejscu 667.).